# Werner Gallinge
Werner Gallinge (* 14. Mai 1916 in Berlin; † 15. Juni 2013 ebenda) war ein deutscher Radsportler, der in den 1950er Jahren in der DDR aktiv war. Gallinge wurde 1951 DDR-Straßenmeister. 

## Sportliche Laufbahn
Höhepunkt der Radsportkarriere des Berliners Werner Gallinge war der Gewinn der DDR-Meisterschaft 1951 im Straßen-Einzelrennen. Er war zu dieser Zeit bereits 35 Jahre alt und fuhr für die Betriebssportgemeinschaft (BSG) Einheit Berliner Bär. Nach dem Ende des Zweiten Weltkriegs war er zunächst für den BRC Endspurt Berlin gestartet. Bei den DDR-Rundfahrten wurde er 1952 mit dem Team Sportvereinigung Einheit I Sieger der Mannschaftswertung, 1953 hatte er mit Platz drei die beste Einzelwertung der Rundfahrt.

## Berufliches
Zwischen 1956 und 1958 war Gallinge Nationaltrainer der DDR-Straßenfahrer. 

## Familiäres
Sein Neffe Jürgen Gallinge war Funktionär im Deutschen Radsport-Verband der DDR, u. a. war er Schatzmeister des Verbandes und Internationaler Kommissär der Union Cycliste International (UCI). Auch sein Bruder Gerhard war Radsportfunktionär.